# 1793 en Lorraine
Chronologie de la Lorraine
- 1789
- 1790
- 1791
- 1792
- 1793
- 1794
- 1795
- 1796
- 1797

Cette page est une liste d'événements qui se sont produits durant l'année 1793 en Lorraine.

## Événements

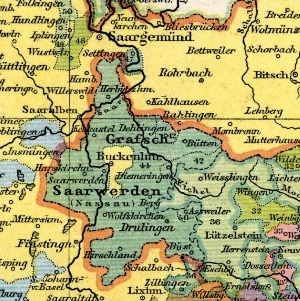
Comté de Saarwerden entre 1648 et 1789.

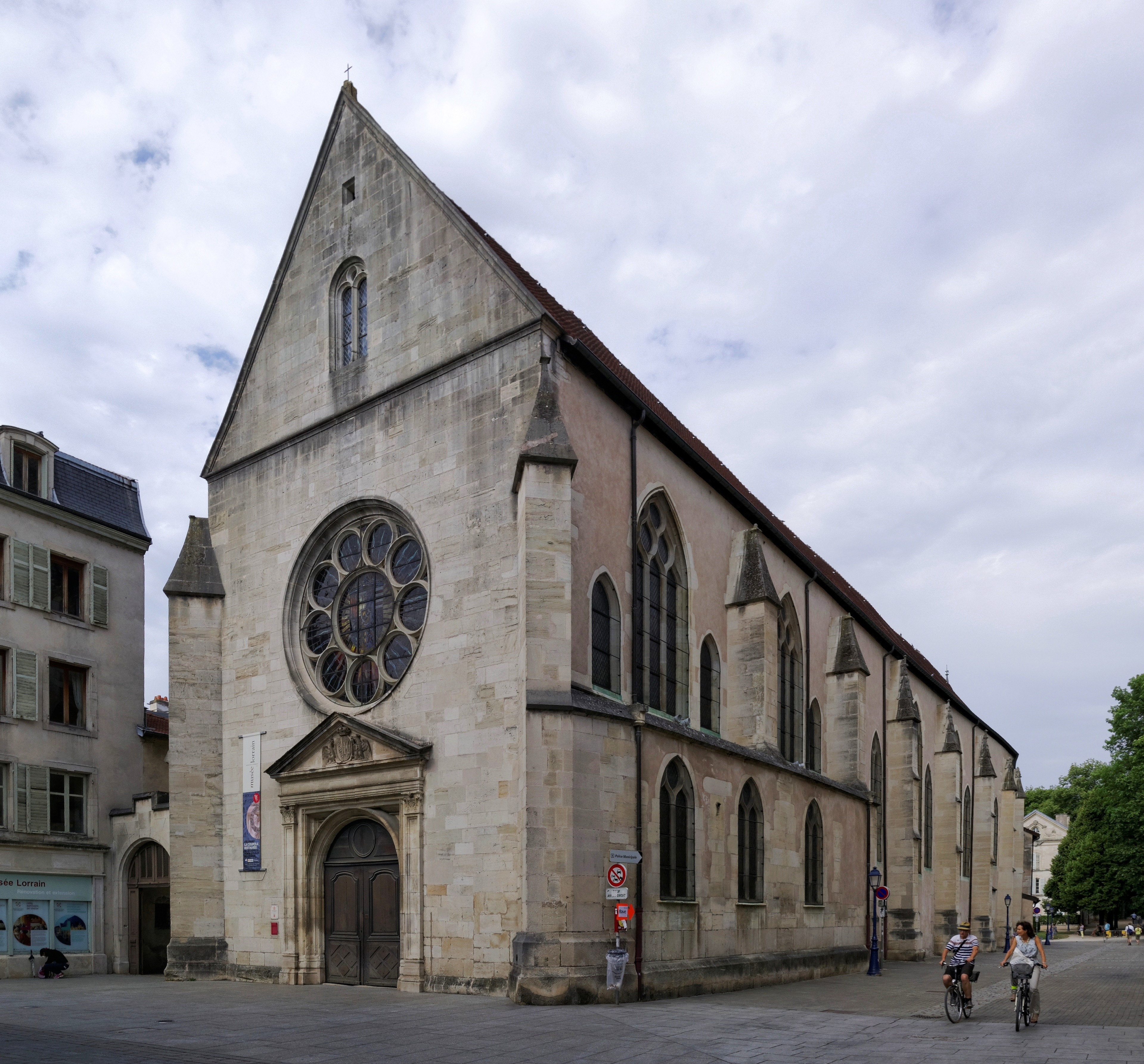
Nancy, église des Cordeliers.

- Les dernières enclaves non françaises sont annexées, la principauté de Salm, centrée à Senones dans les Vosges, le comté de Dabo est rattaché à la Meurthe et le comté de Créhange dans la Moselle.
- Le comté de Sarrewerden, d'abord rattaché aux districts de la Moselle et de la Meurthe[1], a finalement été attribué au département du Bas-Rhin en novembre 1793[1], car sa population était en majorité protestante.
- Violation de tombeaux dont celui de René II en l'église des Cordeliers de Nancy[2].
- À la fin de l'année, l'université de Nancy, comme toutes celles de France, est dissoute par la Constituante qui considère que l'enseignement y est conservateur. Rien n'est proposé en remplacement[3].

- 5 février : une procession suivie d'un «peuple nombreux» fête le retour des reliques de Sainte Libaire à Grand[4],[5].
- Mars : il reste dans le département de la Moselle plusieurs enclaves étrangères : Manderen, Hundling, Rouhling, Lixing, Zetting et Diding[6].
- 2 mars : la Principauté de Salm-Salm est rattachée à la France à la demande de ses habitants, elle est intégrée au département des Vosges. Les princes de Salm-Salm effrayés par la révolution française s'étaient réfugiés dans leur château de Anholt en 1790[7].
- Mars-Avril : des mesures d'exception débouchent en septembre sur la Terreur qui ne reçoit pas une forte adhésion en Lorraine[7].
- Élu du département de la Meurthe à la Convention, Pierre Colombel siège comme suppléant à partir du 22 juillet.
- Élu du département de la Meuse à la Convention, Claude Xavier Garnier-Anthoine, d'abord suppléant, est appelé à siéger comme député de la Meuse le 3 septembre.
- 5 octobre : Charlotte de Rutant est guillotinée à Paris, malgré les pétitions des habitants des communes de Saulxures-lès-Nancy et de Pulnoy. C'est l'unique Lorraine à avoir été guillotinée[8].
- Novembre : comme celui de Paris, l'évêque constitutionnel de Nancy renonce à son ministère et à la religion[7].
- 23 novembre : la Convention prend un décret érigeant le comté de Sarrewerden en district du Bas-Rhin[1].
- Décembre : la cathédrale de Metz est transformée en temple de la raison[3].

### Presse écrite
- Fin de la parution du Journal des frontières, créé en 1792 à Nancy[9].

## Naissances
- 15 mars à Clermont-en-Argonne : Casimir Bonjour[10], auteur dramatique français mort dans l'ancien 11e arrondissement de Paris le 24 juin 1856[11].
- 9 avril à Metz : Étienne Antoine, homme politique français décédé le 4 décembre 1855 à Metz.
- 12 juillet à Froville (Meurthe) : Joseph François de l'Espée est un homme politique français décédé le 10 novembre 1876 à Tonnoy (Meurthe-et-Moselle).

## Décès
- à Lagarde (Moselle) : Nicolas-Louis Crousse, homme politique français né en 1746 à Dieuze (Moselle).
- 19 août à Metz : François Nicolas Anthoine (parfois nommé François-Paul-Nicolas Anthoine), né à Boulay (Moselle), le 17 mars 1758, député du bailliage de Sarreguemines aux États généraux de 1789 et de la Moselle à la Convention nationale.